# Scytodes multilineata
Scytodes multilineata är en spindelart som beskrevs av Tord Tamerlan Teodor Thorell 1899. Scytodes multilineata ingår i släktet Scytodes och familjen spottspindlar. Inga underarter finns listade i Catalogue of Life.